# Conserved Signature Indel

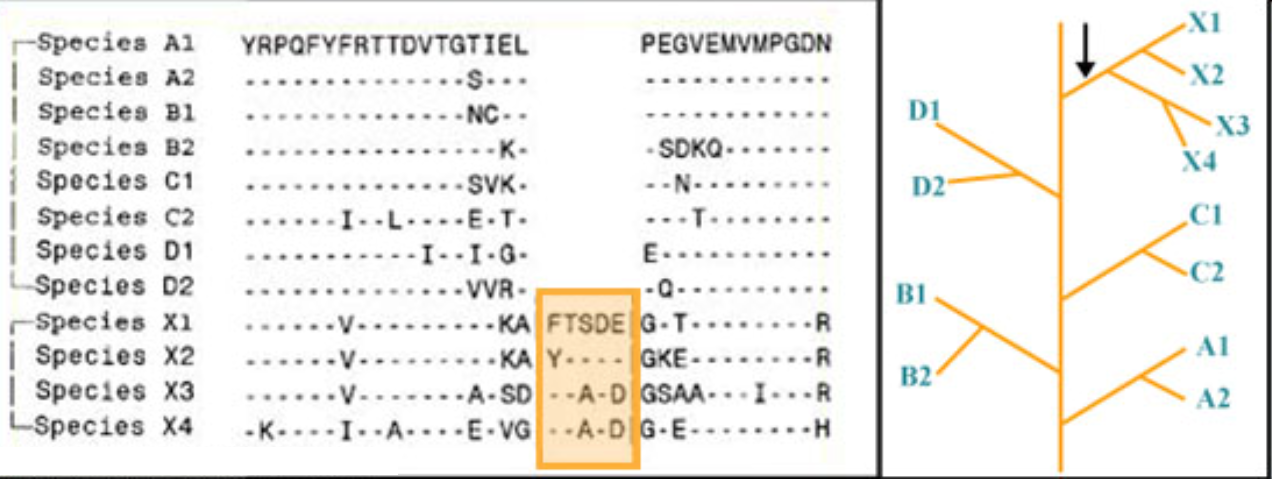
Beispiel eines Sequenzalignment von verschiedenen CSI aus dem Taxon X. Punkte markieren identische Aminosäuren zur obersten Sequenz.

Conserved signature inserts and deletions (zu Deutsch ‚konservierte charakteristische Indels‘, CSI) sind Indels in konservierten proteincodierenden DNA-Sequenzen. Sie werden in der Biochemie und Genetik als Marker zur Bestimmung von Verwandtschaftsgraden zwischen verschiedenen Arten verwendet.

## Eigenschaften
CSI gehören zu den Indels und treten im Vergleich zu SNP selten auf. Die CSI unterscheiden sich nur wenig zwischen zwei Arten und fast nicht innerhalb einer Art. Daher können sie zur Bestimmung der Verwandtschaft unterschiedlicher Arten und zur Erstellung eines phylogenetischen Baums verwendet werden. Alternativ zur Stammbaumanalyse per CSI werden meistens die SNP der 16S rRNA verglichen.

## Gruppenspezifische CSI
Manche CSI sind gruppenspezifisch und sind charakteristisch für das betreffende Taxon, da sie in allen Vertretern einer Gruppe und nicht in anderen Gruppen auftreten. Das ursprüngliche Indel eines taxonspezifischen CSI trat vermutlich bereits vor der Aufspaltung im letzten gemeinsamen Vorfahren auf.

## Multigruppen- oder Hauptlinien-CSI

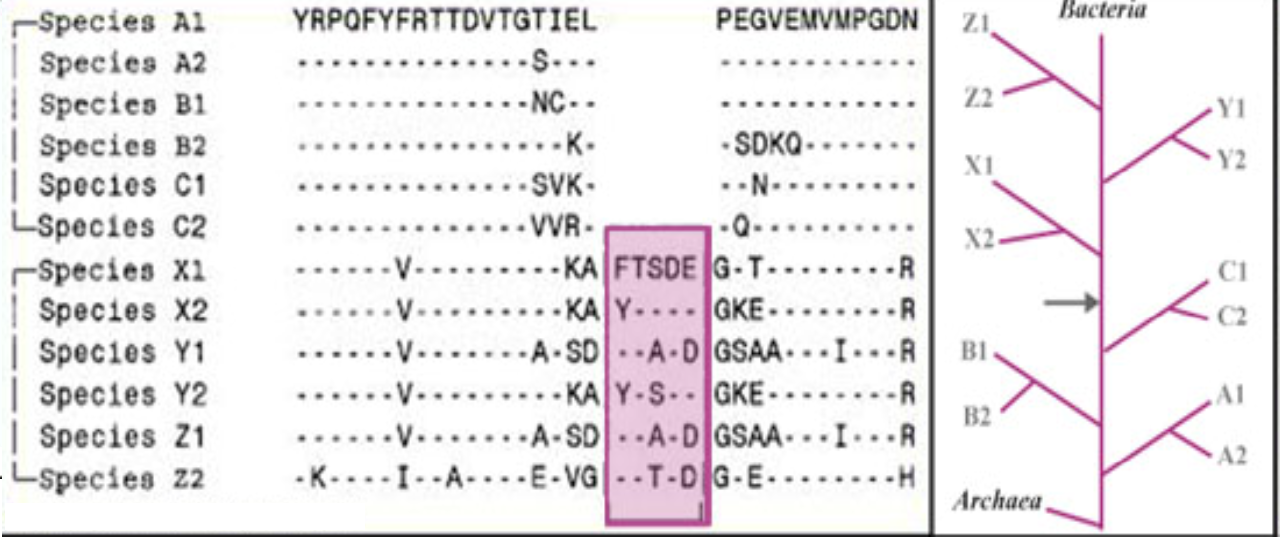
Hauptlinien-CSI

Multigruppen-CSI (synonym Hauptlinien-CSI) sind CSI, die in mehreren Phyla vorkommen, nicht jedoch in einzelnen Phyla. Hierzu gehören z. B. ein CSI von 150–180 Aminosäuren in der Gyrase B an der Position 529–751, das in verschiedenen Proteobacteria, Chlamydiaceae, Planctomycetes und Aquificales vorkommt, jedoch nicht in anderen bakteriellen Phyla oder Archaeen. Ein weiteres Hauptlinien-CSI von etwa 100 Aminosäuren ist im Protein RpoB an der Position 919–1058 und kommt in Proteobacteria, Bacteroidetes-Chlorobi, Chlamydiaceae, Planctomycetes und Aquificales vor. Bei Wirbeltieren gibt es ein CSI in dem Protein Bcl2l10.

## Anwendungen

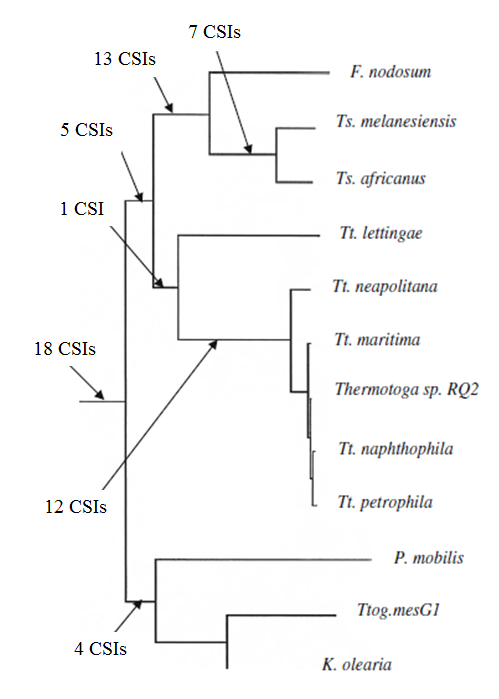
CSI-basierte Verwandtschaftsverhältnisse innerhalb der Thermotogae
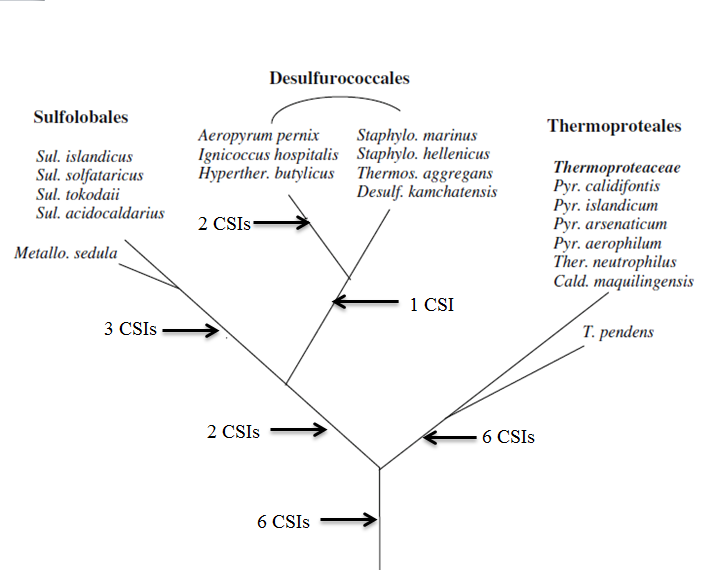
CSI-basierte Verwandtschaftsverhältnisse zweier Phyla der Archaeen
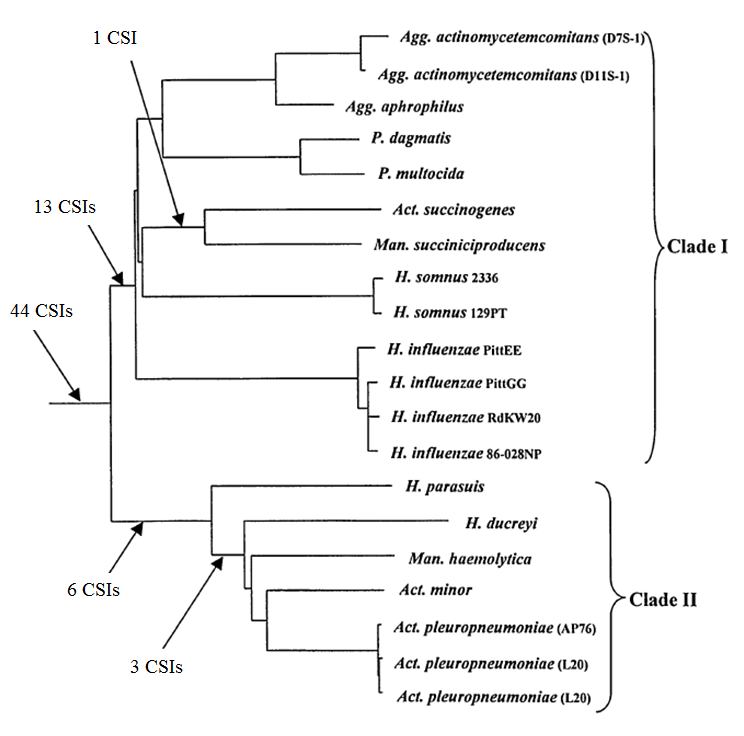
CSI-basierte Verwandtschaftsverhältnisse innerhalb der Pasteurellen

CSI wurden unter anderem zur Abgrenzung der Gattung Thermotogae von anderen Bakterien und der einzelnen Stämme voneinander eingesetzt.